# Huinca
Huinca o wingka (pronunciado [ˈɰwiŋ.ka] o [ˈwiŋ.ka], AFI) es un término proveniente del idioma mapudungún, en referencia a las personas de raza blanca, y más específicamente, a los conquistadores españoles del siglo XVI. 
La causa de este término se debe al estrecho vínculo que los mapuche generaron entre el concepto de Inca y el de "Conquistador",           "Invasor" o "Extranjero". Esto es consecuencia de que entre la invasión incaica y la europea transcurrieron no más de dos siglos. Por extensión, se aplica actualmente a sus descendientes, es decir, a los chilenos y argentinos blancos (criollos) o mestizos. 
La frase wingka no reche significa: "nuevo inca, no (mapuche) genuino"; el término wingka o uinka, proviene de ui o ue: "nuevo", e ingka: "inca" (entendido como sinónimo de invasor o usurpador).
Otra etimología sugiere que uinka significa "ladrón", proviniendo del verbo mapudungún wigkalf o uikalf, que significa "robar".
El vocablo, hoy en día, puede usarse en términos generales (extranjeros, personas no mapuches) o despectivos, dependiendo del carácter de la oración y la intención del hablante.

## Historia

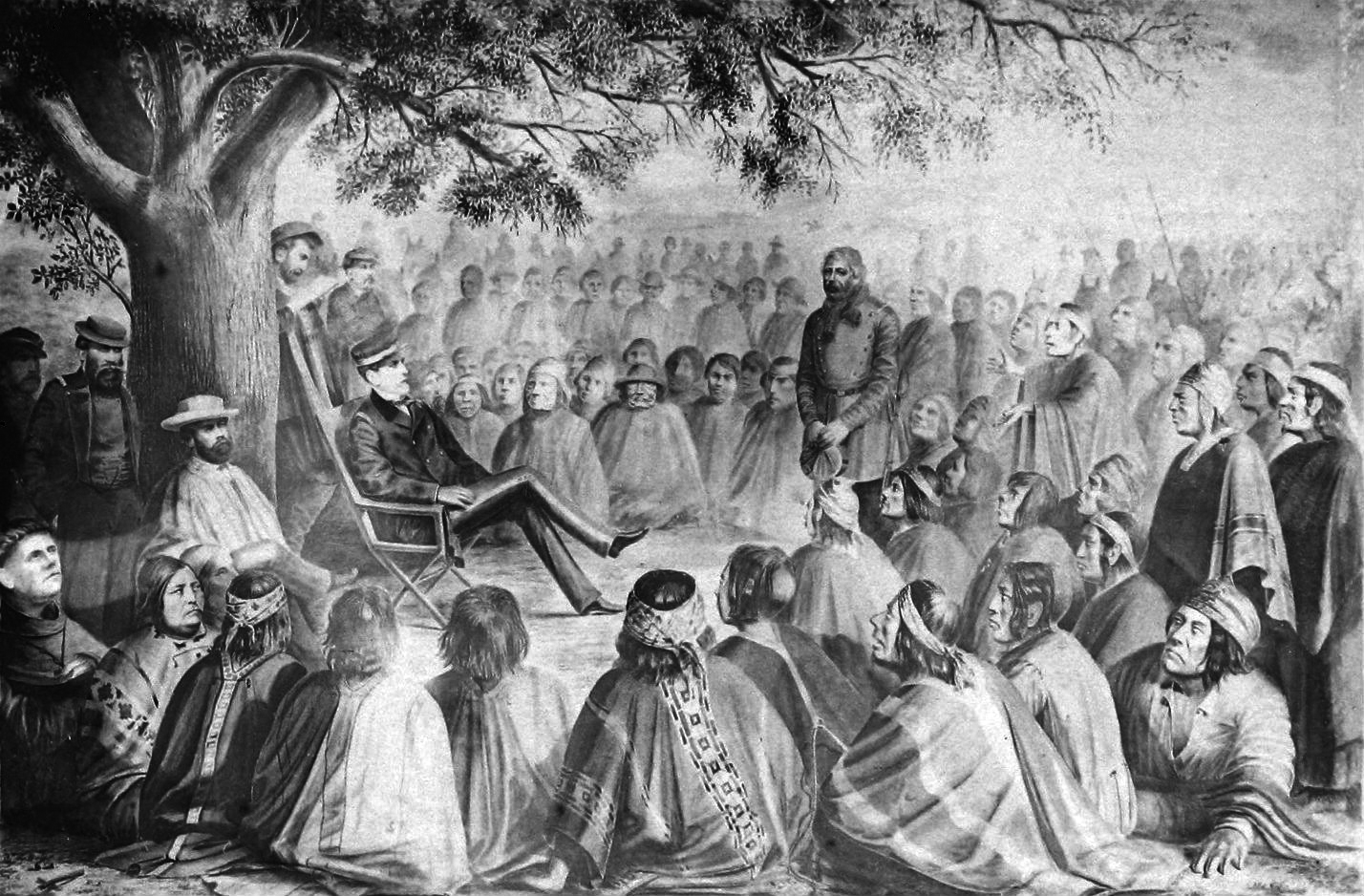
Cornelio Saavedra Rodríguez negociando con loncos mapuches en 1869, durante las primeras fases de la Ocupación de la Araucanía.

Los mapuches conquistaron territorio en gran parte del cono sur de los habitantes originales que se encontraban en esta parte del continente, la autonomía de la parte septentrional del territorio fue defendida por múltiples tribus exitosamente contra dos imperios (Imperio inca e Imperio español), mas no así contra la República de Chile y la República Argentina que llevaron a cabo la Pacificación de la Araucanía y la Campaña de Rosas al Desierto con la posterior Conquista del desierto. Los mapuches trataron a los hombres blancos como wingka o winka.
Chile tomó la decisión de ocupar efectivamente la Araucanía cuando en 1861 apareció en la zona el francés Orélie Antoine de Tounens, quien intentó crear el Reino de la Araucanía y la Patagonia y se autoproclamó rey, tomando el nombre de Orélie Antoine I.
Por su parte, Argentina llevó a cabo la Conquista del desierto, entre 1833 y 1885, que produjo la aculturación de los indígenas vencidos.
Este término está relacionado con huinco y huinque.